# Bruno & Boots
Bruno e Boots è una serie di film per la televisione statunitense basata sulle avventure di Bruno e Boots nella serie di romanzi per ragazzi Macdonald Hall. È trasmessa dal 1º aprile 2016 dall'emittente Nickelodeon. In Italia è su Super! dal 10 giugno 2017.

## Personaggi e interpreti
- Bruno Walton, interpretato da Jonny Gray
- Melvin "Boots" O'Neal, interpretato da Callan Potter
- Diane Grant, interpretata da Kiana Madeira
- Cathy Burton, interpretata da Hannah Vandenbygaart

## Film
| Film | Titolo originale                                         | Titolo italiano                             | Prima TV originale           | Prima TV Italia  |
| ---- | -------------------------------------------------------- | ------------------------------------------- | ---------------------------- | ---------------- |
| 1    | Bruno & Boots: Go jump in the Pool                       | Bruno e Boots: la piscina                   | 1 aprile 2016                | 10 giugno 2017   |
| 2    | Bruno & Boots: The Wizzle War                            | Bruno e Boots: tutti contro Wizzle          | 4 gennaio 2017 1 aprile 2017 | 1 settembre 2017 |
| 3    | Bruno & Boots: This Can't Be Happening at Macdonald Hall | Bruno e Boots: grossi guai a Macdonald Hall | 4 gennaio 2017 1 aprile 2017 | 27 ottobre 2017  |

### Bruno e Boots: la piscina

#### Trama
Bruno Walton e Melvin "Boots" O'Neal sono due studenti che frequentano la scuola MacDonald Hall. Il primo rappresenta la mente mentre il secondo è il braccio. Per evitare che il compagno Boots venga trasferito in un'altra scuola per via della mancanza di una piscina, Bruno elabora un audace piano.

### Bruno e Boots: tutti contro Wizzle
Trama
Alla McDonald Hall viene assunto un nuovo capo di nome Wizzle, sarà lui a decidere cosa mangiare, cosa bere e con cosa bisogna vestirsi.

### Bruno e Boots: grossi guai a Macdonald Hall

#### Trama
Bruno e Boots iniziano a combinare più guai del solito, e il preside decide di separarli di stanza...